# Saint-Étienne-de-Saint-Geoirs
Saint-Étienne-de-Saint-Geoirs is een gemeente in het Franse departement Isère (regio Auvergne-Rhône-Alpes). De plaats maakt deel uit van het arrondissement Grenoble. Saint-Étienne-de-Saint-Geoirs telde op 1 januari 2022 3.352 inwoners. 

## Geografie
De oppervlakte van Saint-Étienne-de-Saint-Geoirs bedroeg op 1 januari 2022 18,62 vierkante kilometer; de bevolkingsdichtheid was toen 180 inwoners per km².

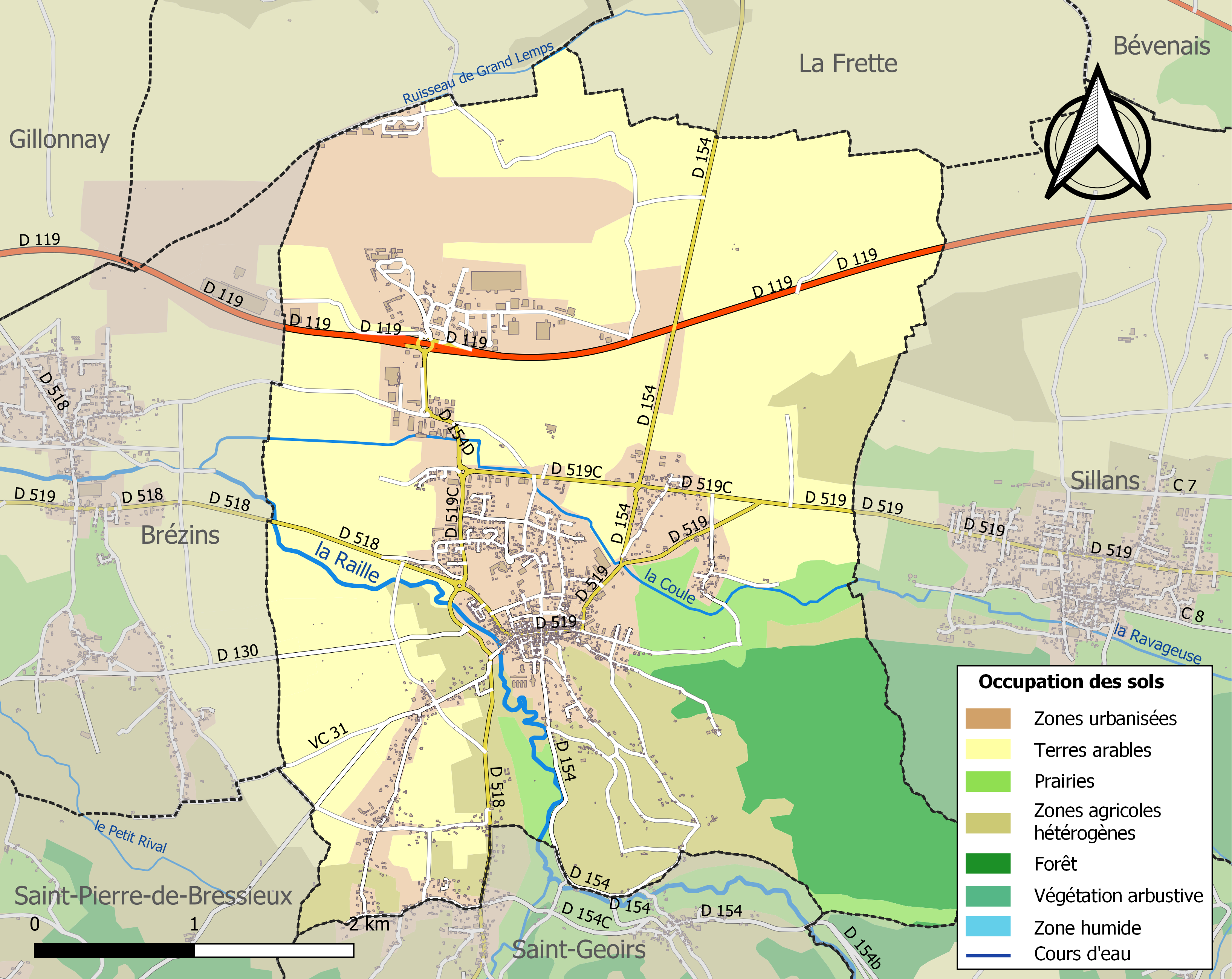
Kaart van de gemeente met de belangrijkste infrastructuur, bodemgebruik en omliggende gemeenten

## Demografie
Onderstaande figuur toont het verloop van het inwonertal (bron: INSEE-tellingen).

## Geboren
- Louis Mandrin (1725-1755), roverhoofdman
- Rose Valland (1898-1980), kunsthistorica, curator en verzetsstrijder
- Jacques Échantillon (1934-2009), Frans acteur en theaterregisseur